# Unterstützungsgruppe (Katastrophenschutz)
Unterstützungsgruppen sind eine in Bayern gebräuchliche Form für personelle Unterstützungsmaßnahmen im Katastrophenschutz. Damit weicht Bayern von den anderen Bundesländern sowohl in der Begrifflichkeit (siehe hierzu auch Schnelleinsatzgruppe) als auch im organisatorischen Aufbau ab, wenngleich die Führungsunterstützungsgruppen durchaus noch eine Stabsfunktion im Sinne der Feuerwehr-Dienstvorschrift / Katastrophenschutz-Dienstvorschrift 100 (FwDV 100 / KatS-DV 100) sind. Die Abkürzungen der Unterstützungsgruppen werden teilweise mit Bindestrich, insbesondere in Rechtsdokumenten aber ohne solche geschrieben.

## Unterstützungsgruppe Örtliche Einsatzleitung (UG ÖEL)
Der Örtliche Einsatzleiter (ÖEL) leitet im Rahmen des Auftrages und der Weisungen der Katastrophenschutzbehörde alle Einsatzmaßnahmen vor Ort und kann allen eingesetzten Kräften Weisungen erteilen. Ihm steht zur Wahrnehmung seiner Aufgaben am Einsatzort die Unterstützungsgruppe Örtliche Einsatzleitung (UG ÖEL) zur Verfügung. Die UG ÖEL hat insbesondere folgende Aufgaben:
- Einrichten der Örtlichen Einsatzleitung und Kennzeichnen ihres Standorts,
- Information der Führungsgruppe Katastrophenschutz (FüGK) über Standort und Kommunikationsverbindungen,
- Herstellen, Aufrechterhalten und Betreiben der Kommunikationsverbindungen zur Katastrophenschutzbehörde, den eingesetzten Kräften und sonstigen beteiligten Dienststellen und Einrichtungen.

Lagebedingt kommen als weitere Aufgaben in Betracht:
- Unterstützen des ÖEL bei der Erkundung der Lage,
- Unterstützen des ÖEL bei der Einsatzplanung,
- Unterstützen des ÖEL bei der Koordinierung und Überwachung aller im Katastrophengebiet eingesetzten Kräfte,
- Führen der Lagekarte,
- Führen des Einsatztagebuchs.

Der Freistaat Bayern rüstet die UG ÖEL landesweit mit identischen Kommunikationskoffern (Komko2) aus, die Laptop, Telefonanlage und Drucker/Faxgerät enthalten und auch abseits eines Einsatzleitwagens betrieben werden können (zum Beispiel in einer festen Führungsstelle in einem Gebäude). Einsatzleitwagen der UG ÖEL werden mit maximal 70 % der Beschaffungskosten bezuschusst.

## Unterstützungsgruppe Sanitätseinsatzleitung (UG SanEL)
Die Sanitätseinsatzleitung besteht in Bayern aus dem Leitenden Notarzt (LNA) und dem Organisatorischen Leiter (OrgL). Für den Bereich einer Kreisverwaltungsbehörde kann von den freiwilligen Hilfsorganisationen eine UG SanEL aufgestellt werden. Die UG SanEL unterstützt die SanEL in der Wahrnehmung ihrer Aufgaben:
- durch Einrichtung einer Befehlsstelle,
- bei der Kommunikation (Funk, Telefon, Internet),
- bei der Sammlung und Ermittlung von für die SanEL wesentlichen Lageinformationen,
- bei deren adäquater Darstellung in der Befehlsstelle,
- durch die nachvollziehbare Dokumentation von Entscheidungen der SanEL,
- bei der weiteren Leitung des Einsatzes durch OrgL und LNA nach deren Weisung.

Der Organisatorische Leiter und der Leitende Notarzt sind für ihren jeweiligen Aufgabenbereich weisungsbefugt gegenüber allen Mitgliedern der UG SanEL. Rechtsgrundlage ist die „Ausführungsverordnung zum Bayerischen Rettungsdienstgesetz“ vom 30. November 2010 (§13, Absatz 2). Stärke, Ausstattung und Aufgaben sind in der „Richtlinie zur Bewältigung von Ereignissen mit einem Massenanfall von Notfallpatienten und Betroffenen (MAN-RL)“, Bayer. Staatsministerium des Innern, für Bau und Verkehr vom 6. Dezember 2016 genauer definiert. In der vorherigen Fassung der Richtlinie des Innenministeriums von 1999 wurden der UG SanEL weitreichende Aufgaben wie z. B. Sichtung, Verletztenerfassung und Koordination der Transportmittel zugewiesen. In der aktuellen Fassung wurde der Aufgabenbereich auf die Führungsunterstützung konzentriert.
Für die Kommunikationsaufgabe wurden durch das Land Bayern identische Kommunikationskoffer, die wie bei der UG ÖEL Laptop, Telefonanlage und Drucker/Faxgerät enthalten und auch abseits eines Einsatzleitwagens betrieben werden können. Mit enthaltenen Software „GSLWeb“ ist die Erfassung der Patientendaten und die Online-Übertragung zur Vermissten-Datenbank der bayerischen Polizei möglich. In einem Zuschussprogramm gewährt das Land Bayern den beteiligten Hilfsorganisationen bis zu 70 % der Beschaffungskosten eines Einsatzleitwagens.

## Unterstützungsgruppe Kontingentführer (UG Kon)
In Bayern wurden 2008 die Hilfeleistungskontingente als Nachfolger der seit mehreren Jahrzehnten bestehenden Notstandseinheiten gegründet, die bei Großschadenslagen oder Katastrophen auch überregional ausrücken können. In jedem der 96 Landkreise in Bayern wurde ein Hilfeleistungskontingent der Feuerwehren aufgestellt, die Hilfeleistungskontingente des Sanitäts- und Betreuungsdienstes sind nach Regierungsbezirken gegliedert. Die Führungsunterstützung des Kontingentführers wird dabei von der UG Kon gewährleistet, wobei man hier zumeist auf die bereits geübten und entsprechend ausgestatteten Einheiten der UG ÖEL bzw. UG SanEL zurückgreift.

## Unterstützungsgruppe Integrierte Leitstelle (UG ILS)
Bei den Integrierten Leitstellen in Bayern bestehen neben den Regelabfrageplätzen der Disponenten auch sogenannte „Ausnahmeabfrageplätze“, die bei hohem Einsatzaufkommen erlauben, über der normalen Personalkapazität hinaus weitere Abfrageplätze zu besetzen und die Notrufe der Bürger entgegenzunehmen. Viele ILS bedienen sich dabei einer sogenannten UG ILS, die mit freiwilligen Helfern besetzt werden, die aus den Feuerwehren und Hilfsorganisationen kommen.
Es werden einige Anforderungen an diese Helfer gestellt:
- Wohnort im Bereich des Zweckverbandes
- Erreichbarkeit der ILS innerhalb 30 Minuten
- Feuerwehr-Qualifikation (beispielsweise Truppführer)
- Rettungsdienst-Qualifikation (beispielsweise Rettungsdiensthelfer)
- keine Tätigkeit bei einer UG SanEL, UG ÖEL, KomFü, kein OrgL oder Örtlicher Einsatzleiter
- regelmäßige Tätigkeit in der ILS zum Ausbau und Erhalt der Fähigkeiten

## Unterstützungsgruppe Rettungsdienst (UG RD)
Die Unterstützungsgruppe Rettungsdienst (UG RD oder auch UG Rett) wird von der jeweiligen Organisation bei hohem Einsatzaufkommen oder Großschadenslagen eingesetzt, wenn alle regulären Rettungsdienst-Einsatzkräfte bereits gebunden sind oder der Einsatz der UG RD den schnellsten Einsatz bis zum Eintreffen des Regel-Rettungsdienst garantieren kann. Im Unterschied zu Helfern vor Ort ist die UG RD mit einem RTW und entsprechendem Rettungsfachpersonal ausgestattet. Im Unterschied zu einer Schnelleinsatzgruppe werden diese bereits bei regulären Rettungsdienst-Einsätzen angefordert.

## Kommunikationsgruppe Führung (KomFü)
Die Führungsgruppe Katastrophenschutz (FüGK) ist (in Bayern) der verwaltungstechnische Stab des Katastrophenschutzes einer kreisfreien Stadt bzw. eines Landkreises mit weitreichenden Befugnissen. Ihr obliegt die politisch-administrative Führung für alle erforderlichen Maßnahmen im Katastrophengebiet. Die Kommunikationsgruppe Führung (KomFü) ist bei dieser FüGK zur Führungsunterstützung angesiedelt. Die KomFü sorgt für die Einrichtung einer Führungsstelle am Landratsamt bzw. des jeweiligen Verwaltungssitzes und übernimmt alle kommunikativen Aufgaben, die aufgrund der Entscheidungen der FüGK anfallen.